# Baja Prog – Live in Mexico ’99
Baja Prog – Live in Mexico ’99 – pierwszy album koncertowy zespołu Quidam wydany w 1999 nakładem wytwórni Rock-Serwis.

## Lista utworów
1. „Przebudzenie” – 2:47
2. „Głęboka rzeka” – 7:10
3. „Choćbym” – 6:12
4. „Płonę, Niespełnienie” – 18:17
5. „Jest taki samotny dom” – 5:37
6. „Rhayader/Rhahader Goes To Town” – 10:02
7. „Sanktuarium” – 10:45
8. „Angels Of Mine” – 6:10
9. „Child In Time” – 9:43

## Twórcy
- Emilia Derkowska – śpiew
- Zbigniew Florek – instrumenty klawiszowe
- Rafał Jermakow – perkusja, instrumenty perkusyjne
- Maciej Meller – gitara
- Radosław Scholl – gitara basowa
- Jacek Zasada – flet